# Elena Cebrián Calvo
Elena Cebrián Calvo (n. 1970) és una enginyera agrònoma i funcionària de carrera valenciana. Ha estat consellera d'Agricultura, Medi Ambient, Canvi Climàtic i Desenvolupament Rural de la Generalitat Valenciana des del 2015 fins 2019. Actualment Secretària Autònomica de Cohesió Territorial i Polítiques contra el Despoblament des del febrer de 2022.

## Biografia
Filla de l'expresident del Centre Excursionista de València i autor de diverses publicacions sobre excursionisme cultural Rafael Cebrián, i de Palmira Calvo també sòcia del Centre Excursionista i compromesa en causes solidàries.
És enginyera agrònoma en especialitat d'Economia i Política Agrària per la Universitat Politècnica de València. En 1999 va ingressar per oposició en el cos d'Enginyers Agrònoms de l'Estat del Ministeri d'Agricultura, Pesca i Alimentació on ha realitzat el seu treball en distints departaments. Des de gener 2013 és cap de la Unitat d'Anàlisi i Prospectiva en la Subdirecció General d'Anàlisi, Prospectiva i Coordinació en el Ministeri d'Agricultura, Alimentació i Medi Ambient. Anteriorment, en 2012, va ser cap de la Unitat de Suport del Director General de l'Aigua; de 2010-2011 va ser directora adjunta de l'Organisme Autònom de Parcs Nacionals, i entre 2006-2010 va ser cap de Projectes d'Agricultura i Desenvolupament Rural, experta nacional destacada en l'Agència Europea de Medi Ambient a Dinamarca.

## Política
El 2015 fou nomenada consellera del govern de socialistes i Compromís presidit per Ximo Puig. Ho feu en qualitat d'independent per designació de Compromís. Se'n va fer càrrec durant la primera legislatura del Botànic de la conselleria de nova creació que aglutinava les polítiques agrícoles i del medi ambient. Durant el seu mandat es va aprovar la Llei d'Estructures Agràries i es redactà el Pla de Desenvolupament Agrari de l'Horta després de l'aprovació de la Llei de Protecció de l'Horta de València.
El conflicte que va mantindre amb Julià Álvaro, Secretari Autonòmic de Medi Ambient designat pels Verds-Equo (partit integrant de la Coalició Compromís), va acabar amb la destitució del càrrec i sortida del partit.
Amb la renovació de l'acord del Botànic l'estiu de 2019 no es va comptar amb Elena Cebrián, tot i que a meitat legislatura el president Ximo Puig la va recuperar primer com a cap de servei d'Estudis i Prospectiva (març de 2021); subdirectora general de Planificació de l'Acció del Govern, un càrrec polític depenent de presidència (maig de 2022) i després va ascendir a la Secretaria Autonòmica de Cohesió Territorial i Polítiques contra el Despoblament sota les ordres del president Puig.